# Ливадия (Приморский край)
Лива́дия — упразднённый посёлок городского типа входивший в состав Находкинского городского округа Приморского края. В 2004 включен в состав города Находки. Ныне отдалённый микрорайон города Находки, расположенный на берегу залива Восток. 

## География
Расположен возле бухты Гайдамак, отчего и получил первоначальное название.
Современное название посёлок получил в 1922 году по курорту Ливадия в Крыму, от которой посёлок по широте находится южнее примерно на 1°40′, то есть примерно на 185 км.
Дорога к микрорайону Ливадия идёт на юг от 126 километра автотрассы Угловое—Находка (из окрестностей села Душкино).
От Ливадии до Владивостока идёт трасса А188. Расстояние 154 километра.
Раньше микрорайон Ливадия (вместе с населёнными пунктами Ливадия, Южно-Морской, Авангард, Средняя и Анна) назывался «ливадийский куст».

## Население
| 1926 | 1959  | 1970  | 1979    | 1989    | 2002    |
| ---- | ----- | ----- | ------- | ------- | ------- |
| 81   | ↗5780 | ↗7845 | ↗10 448 | ↗12 319 | ↗12 961 |

## Климат
В мае и июне часты туманы, так как ещё холодное море прогревается, но с середины мая в посёлке уже стоит тёплая погода. С июля до середины сентября температура морской воды достигает комфортной (20 градусов, на мелководье до 24 градуса) для того, чтобы люди могли купаться. Благодаря тому, что вода в море остывает медленно, тёплая погода продолжается до самого начала октября. Средняя температура летом составляет 22 градуса по цельсию. Абсолютным максимумом была зарегистрирована температура +37 градусов.
Абсолютным минимумом была температура −26 градусов.
Среднегодовая температура 6,9 градусов. Зима, как и во всём Южном Приморье, обычно очень солнечная, морозная, осадки редки, в основном в виде снега, иногда случаются оттепели. Ветра зимой в основном северные, северо-восточные и восточные, чаще умеренные. Снег выпадает редко, но чаще в большом количестве. В целом весна в Ливадии прохладная и сухая. Весеннее потепление наступает в начале марта с отступления Сибирского антициклона. Первая половина сезона сухая, снег выпадает редко и быстро тает. В солнечный день температура на солнечной стороне и в тени может отличаться до 8 °C.
Лето тёплое и влажное, дождливое, но часты и засушливые периоды. В первой половине лета (май-июнь) преобладает пасмурная и прохладная не по сезону погода, моросит мелкий дождь. Холодное Приморское течение вызывает летние туманы на побережье. Осень тёплая и солнечная, осадки умеренны. Поскольку Приморье является одним из немногих регионов России, подверженных тайфунам, то и в Ливадии они нередко оказывают своё влияние в июле-сентябре. В октябре дневная температура часто достигает +20 °C, но в течение нескольких дней температура может упасть с +20 °C до 0 °C.

## Инфраструктура посёлка
В микрорайоне развита инфраструктура: аптеки, магазины, детский сад, средняя школа № 26, почта, отделения различных банков, несколько офисов риэлторских агентств, рынок, парикмахерские, кафе, сапожная мастерская, компьютерный зал, рыбообрабатывающий завод и ремонто-судостроительный завод.
Из промышленных предприятий имеются хлебозавод ООО «Колосок», Ливадийский ремонтно-судостроительный завод и рыболовецкий колхоз «Тихий Океан» (до 1937 года «Сучан»).
В Ливадии есть парк Победы, реконструированный в 2011 году: установлены новые скамейки, фонари, брусчатка, озеленение. Выше Парка Победы находится дом культуры.
В Ливадии имеется Школа искусств. Функционирует православный храм в честь Святого равноапостольного великого князя Владимира. В микрорайоне Ливадия круглогодично работают спортивные секции (бокс, лёгкая атлетика, самбо, дзюдо, баскетбол, волейбол, карате) для детей, а зимой — каток.
Также в школе 26 имеются кадетские классы.
На побережье бухты Рифовая действуют круглогодичные базы отдыха «Радуга» и «Мечта», в летнее время функционирующие как детские оздоровительные лагеря.
После открытия бухты, тут был китобойный промысел, который продолжался с 1863 по 1910-е годы.

## Достопримечательности посёлка
Микрорайон Ливадия находится менее чем в часе езды от г. Находки (автобус № 122 ходит каждый час, к тому же один раз в сутки есть прямой рейс из посёлка в г. Владивосток и обратно) в экологически благоприятной зоне (окружённое зелёными сопками тайги, море с чередой пляжей с чистым песком и прозрачной водой, даже имеется один каменистый пляж, состоящий из белой гальки).
В бухте Средняя действует дельфинарий — центр адаптации морских млекопитающих ТИНРО-Центра.
Пляжи близ микрорайона Ливадия являются одним из наиболее популярных и востребованных мест для летнего отдыха туристов Дальнего Востока.
Очень чистые и красивые пляжи привлекают много туристов со всей России.
Ливадийский карьер по добыче щебня является крупным добытчиком щебня для Находкинского городского округа.
Достопримечательностью Ливадии также является пресное озеро Ливадийское вблизи песчаного пляжа и рядом с морской солёной водой. Также в Ливадии есть небольшая речка Ливадийская.
В посёлке создан музей «Залив Восток», посвящённый истории Ливадии.
С бухтой Гайдамак связано рождение российского китобойного промысла. Здесь в конце 80-х годов XIX века капитан 2-го ранга в отставке Аким Дыдымов устроил береговую базу для разделки китов, построил жиротопный завод, оснащенный шестью котлами.
Нынешнее здание автошколы было построено в 1880-е годы, в то время оно являлось местом жительства капитана Дыдымова. От китобойного промысла в посёлке остались несколько разваленных зданий, где топили жир.
Главным праздником, который ежегодно отмечается на берегу озера Ливадийского массовыми народными гуляньями, является День рыбака, так как это профессиональный праздник для многих жителей Ливадии.